# Венеры из Петерсфельса
Венеры из Петерсфельса (также Венеры из Энгена, нем. Venusfigurinen vom Petersfels) — статуэтки эпохи верхнего палеолита, найденные в южной Германии с 1928 по 1978 годы.
В 1927 году неподалеку от Энгена в Баден-Вюртемберге немецкий исследователь Эдуард Петерс обнаружил палеолитическую стоянку древних охотников мадленской культуры, располагавшуюся вблизи скалы, впоследствии названной в честь ученого. В 1928—1933 годах под его руководством здесь были организованы масштабные раскопки. Дальнейшие исследования стоянки проводились уже в 70-х годах археологом Гердом Альбрехтом.
За годы раскопок Петерсфельса было найдено 16 палеолитических венер, 15 из которых были изготовлены из гагата, а одна из оленьего рога, и имеют размеры от 1 до 3,5 см в высоту. Кроме прочего здесь же была обнаружена гагатовая фигурка жука (второй слева на иллюстрации). Данные статуэтки лишь абстрактно передают формы женского тела с ярко выраженными ягодицами. Часть венер имеют отверстия в верхней части и, возможно, использовались в качестве подвесок или амулетов. Самый крупный экземпляр (первый слева на иллюстрации) получил название «Венера из Энгена».
Наиболее близким аналогом данных экземпляров является венера из Невшателя. Внешнее сходство, материал изготовления и относительная близость мест нахождения позволяют предположить, что данные статуэтки были либо изготовлены одним мастером, либо же принадлежат к одной технике производства палеолитических венер.